# Cedar Rapids (Iowa)
Cedar Rapids es una ciudad situada en el condado de Linn, del que es además su capital, en el estado de Iowa, Estados Unidos. Según el censo de 2010 tenía una población de 126.326 habitantes. Es la segunda ciudad más grande del estado después de la capital estatal Des Moines. 
El ayuntamiento y palacio de justicia están situados en Isla de Mays, sobre el Río Cedar, el centro de la ciudad. Cedar Rapids es una de las pocas ciudades del mundo que tiene oficinas gubernativas en una isla.
Cedar Rapids es un centro económico del estado, situada en el centro de la Interestatal 380 y del llamado Corredor de la Tecnología de Cedar Rapids/Iowa City, un área que incluye los condados de Johnson, Linn, Benton, Jones y Washington, en la que se ha incentivado la instalación de empresas tecnológicas.
Asimismo la ciudad es el centro de un área metropolitana, que se extiende por los condados de Linn, Benton y Jones, y que incluye las localidades de Marion y Hiawatha, cuya población estimada en 2008 era de 255.452 habitantes, mientras que la población estimada en 2012 del Corredor de la Tecnología de Cedar Rapids/Iowa City es de 403.987 habitantes.

## Geografía
Según la Oficina del Censo de los Estados Unidos, la localidad tiene un área total de 186,66 km², de los cuales 183,37 km² corresponden a tierra firme y el restante 3,29 km² a agua, que representa el 1,76% de la superficie total de la localidad.
La ciudad está situada a ambos lados del Río Cedar, al norte de Iowa City y 100 millas (160,9 km) al este de Des Moines.

## Demografía
Según el censo de 2010, había 126.326 personas residiendo en la localidad. La densidad de población era de 676,77 hab./km². Había 57.217 viviendas con una densidad media de 306,53 viviendas/km². El 87,98% de los habitantes eran blancos, el 5,58% afroamericanos, el 0,31% amerindios, el 2,21% asiáticos, el 0,12% isleños del Pacífico, el 0,93% de otras razas, y el 2,87% pertenecía a dos o más razas. El 3,31% de la población eran hispanos o latinos de cualquier raza.

## Personajes célebres
- William Shirer , periodista y escritor
- Priyanka Chopra, actriz de Bollywood y Miss Mundo 2000.
- Michael Emerson, actor.
- Ashton Kutcher, actor y productor
- Ron Livingston, actor
- Paul Tibbets, piloto del B-29 Enola Gay. Nacido en Quincy (Illinois), vivió en Cedar Rapids hasta 1927.
- Carl Van Vechten, novelista y fotógrafo.
- Kurt Warner, jugador de fútbol americano
- Elijah Wood, actor, conocido por la trilogía cinematográfica de El Señor de los Anillos.
- Grant Wood, pintor, conocido por American Gothic